# León de Febres Cordero
León de Febres Cordero y Oberto (Los Puertos de Altagracia, Capitania General de Veneçuela, 28 de juny de 1797 - Mérida, Estats Units de Veneçuela, 7 de juliol de 1872) fou un militar i polític conservador veneçolà que va participar en les guerres d'independència hispanoamericanes, en la Revolució de les Reformes i en la Guerra Federal.
Després de servir a l'Imperi espanyol com a militar, va participar en la independència de Guayaquil en el bàndol emancipador. Posteriorment, va lluitar en diverses batalles de les campanyes llibertadores a diferents llocs d'Amèrica del Sud. També va ocupar diversos càrrecs polítics menors en diversos llocs on havia prestat els seus serveis fins que va exercir com a diputat al Congrés de la Gran Colòmbia.

## Biografia
León de Febres Cordero va néixer el 28 de juny de 1797 a la Villa de Altagracia situada a l'antiga província de Maracaibo (actual estat de Zulia), a Veneçuela. Era fill del matrimoni entre el capità Bartolomé de Febres Cordero y Padrón i de la seva primera esposa, María Prudencia Oberto Farías. A primerenca edat va quedar orfe de mare, per la qual cosa va deixar els seus estudis secundaris per a servir el rei.
El 20 de juliol de 1812 va entrar com a cadet en el batalló d'Infanteria Veterana de Maracaibo, on servia el seu pare, i dos anys més tard, després d'haver aconseguit el grau de sotstinent, va batallar contra els patriotes veneçolans que havien iniciat les primeres lluites per la independència, en les accions campals de Mucuchíes, Chire i Balaga i fou nomenat ajudant de camp del coronel Sebastián de la Calzada, comandant general del regiment Numància. Amb aquest càrrec va viatjar a Nova Granada i després d'una campanya victoriosa va passar a la vall del Cauca. A principi de 1819 les autoritats espanyoles van començar a desconfiar de l'oficialitat i el batalló Numància va ser destinat al Perú. El 6 de febrer de 1820 van sortir de Lima diversos oficials sediciosos entre ells Febres Cordero, Luis Urdaneta, Miguel de Letamendi. Poques setmanes després eren a Guayaquil.

### Revolta de Guayaquil
Febres Cordero va formar part del grup de rebels que van iniciar la Revolució del 9 d'octubre de 1820 a Guayaquil. Al costat d'altres veneçolans com el coronel Luis Urdaneta va ser el motor de la revolta i va tenir-hi participació activa en capturar la brigada d'artilleria de la ciutat. Prèviament el dijous 5 d'octubre els ànims de diversos dels integrants del moviment es van veure enfosquits per diversos factors. Febres Cordero, temorós que es descoratgessin els compromesos en la causa, va fer un discurs en el qual, entre altres coses va dir: «En nom d'Amèrica, us prego companys, no deixar escapar tan favorable ocasió de fer-li un gran servei llançant ara mateix la província de Guayaquil a la revolució». Després d'això Febres Cordero va prendre cert lideratge.
Al matí es va celebrar un consell municipal obert i el poble va decidir buscar a Febres Cordero en una de les casernes per a fer-lo «Cap Superior de la Província Independent»; com que no va acceptar, el van escollir membre de la Junta Provisòria de Govern Civil i Militar, que el va ascendir al grau de tinent coronel i vomandant del 1r batalló del regiment Libertadores.
El 9 de novembre Febres Cordero va comandar l'avantguarda patriota al costat d'Urdaneta, que va derrotar els reialistes a la batalla de Camino Real i va ocupar Guaranda. Aquest èxit va fer que altres poblacions també declaressin la independència i Febres Cordero va entrar a Riobamba i la va fortificar. Mentrestant el general realista Melchor Aymerich havia ordenat al coronel Francisco González que marxés cap a Ambato; patriotes i reialistes es van trobar el 22 de novembre de 1820 en la primera batalla de Huachi, que donà el triomf a les forces reialistes.
Febres Cordero es va retirar a Babahoyo i l'inici de l'estació hivernal va impedir a González més operacions. Mentrestant a Guayaquil el coronel Tomás Guido, delegat del general José de San Martín, havia ordenat jutjar elss oficials vençuts. El tribunal militar només va trobar culpables Álvarez i José García i exonerà els altres, però Febres Cordero seguia a la presó i amb tal motiu, el 2 de desembre, va haver de defensar-se amb una exposició dirigida al tribunal.
Al febrer era lliure i va viatjar a Lima, on es va presentar davant San Martín i va ser ascendit a cap d'estat major de la divisió destinada a combatre a la província del Cusco. Després, com a membre de la divisió del General Andrés Santa Cruz, va tornar a Guayaquil en 1822, per a unir-se a l'exèrcit dirigit per Antonio José de Sucre en la campanya de Cuenca. Posteriorment va participar en la batalla de Riobamba i el 28 d'abril Sucre el nomenà comandant militar i governador civil de Riobamba, on va romandre fins després de la batalla del Pichincha. L'1 de juliol, Simón Bolívar va viatjar a Riobamba i li va sol·licitar que preparés el que calgués per una ascensió al volcà Chimborazo. El dia 14 de juliol va rebre el comandament del batalló Vargas.

### Guerra Perú-Gran Colòmbia
El 1827 va ser elegit diputat pel Departament del Zulia al Congrés de la Gran Colòmbia. A principis de 1829 és cap d'estat major de l'exèrcit de Colòmbia i el 27 de febrer va iniciar la campanya dels trenta dies que, a les ordres del mariscal Sucre, va culminar amb la victòria del Portete de Tarqui en què les tropes grancolombianes derrotaren l'exèrcit peruà del general La Mar, que pretenia ocupar el sud de l'actual Equador. Ascendit a general de divisió, va assistir a les negociacions del Tractat de Girón signat pel mariscal Sucre i el general La Mar, president de Perú. En ser enderrocat el president La Mar a Lima, es van suspendre les hostilitats i Bolívar li va ordenar participar en les negociacions del Conveni de Buijo que es va signar el 22 de setembre.
El 13 de maig de 1830 es va produir la separació del districte sud de la Gran Colòmbia i va ser elegit diputat per Guayaquil al congrés constituent de la República de l'Equador, celebrat a Riobamba. Durant les sessions va guanyar-se l'antipatia dels sectors nacionals del país. El 1833 va tornar a Caracas amb la seva dona i deu fills.

### Retorn a Veneçuela
Al costat del general José Antonio Páez combat durant la Revolució de les Reformes de 1835, en què va prendre i rendir el castell de Sant Felip de Puerto Cabello que posa fi a la revolta el primer de març de 1836. El 1848 es va alçar amb el general Páez contra el govern del general José Tadeo Monagas però van ser derrotats a Macapo i fou desterrat a Curaçao i, des d'allà, al Perú on va romandre vuit anys.
De retorn a Veneçuela, al febrer de 1858 va ser elegit diputat per Carabobo com a membre del Partit Conservador. Davant la catastròfica situació econòmica de Veneçuela, el primer de març de 1858, Julián Castro, governador de la província de Carabobo, es va pronunciar a València en contra del govern de l'oligarquia liberal de José Tadeo Monagas i va iniciar la seva marxa cap a Caracas amb 5.000 homes mal armats. La situació va empitjorar per a Monagas quan els veterans que formaven part del seu exèrcit van desertar en massa i es van incorporar als rebels o van actuar amb indecisió. En poc temps, en les forces que comandava Castro es van trobar marxant individus de diferents postures polítiques. En tal sentit, un conservador com el general Febres Cordero estava lluitant al costat dels seus antics adversaris liberals com els generals José Laurencio Silva o Carlos Castelli. Després de la renúncia de Monagas, el general Castro assumeix la presidència i es convoca la Convenció Nacional de València on Febres Cordero concorre com a diputat. El president provisional de Veneçuela Pedro Gual el va designar ministre de guerra i marina i el 1859, cap d'operacions per a la província de Coro durant la Guerra Federal.
En el context de la Guerra Federal, el general Febres Cordero assumeix el comandament de l'exèrcit dels conservadors que va ser derrotat pel general Ezequiel Zamora en la batalla de Santa Inés, lliurada entre el 9 i el 10 de desembre de 1859. Febres Cordero replega les seves tropes i resisteix a València el setge del general Juan Crisóstomo Falcón, últim escull per a prendre Caracas per la força. El 24 de gener de 1860 davant la negativa a rendir la ciutat, Falcón es retira i poc després, Febres Cordero derrota els federals en la batalla de Coplé el 17 de febrer de 1860.